# Guardia imperiale Shi'ar
La Guardia imperiale Shi'ar è un immaginario gruppo di personaggi che compare nei fumetti pubblicati negli Stati Uniti d'America dalla Marvel Comics, creato da Chris Claremont (testi) e Dave Cockrum (disegni) e apparsi per la prima volta in X-Men (vol. 1) n. 107 dell'ottobre 1977. Il team fu creato come squadra antagonista degli X-Men nella loro prima avventura cosmica, ed è un esplicito omaggio alla Legione dei Supereroi, della DC Comics. Lo stesso Dave Cockrum, che ha disegnato i primi membri della Guardia Imperiale, aveva precedentemente lavorato per la testata del gruppo DC, e le somiglianze anche fisiche tra i due gruppi sono evidenti.
Si tratta di un gruppo di personaggi dotati di superpoteri, che costituiscono la guardia personale dell'imperatore della razza aliena degli Shi'ar. Sebbene non siano esattamente dei supercriminali, ma piuttosto fedeli all'imperatore di turno, sia esso bene o male intenzionato, si sono spesso scontrati con gli X-Men e con altri supereroi o supergruppi Marvel, tra cui i Vendicatori, Nova, i Guardiani della Galassia e i Predoni Stellari.
Il leader del gruppo, anche detto Pretore è stato, fino agli eventi di War of Kings, Kallark, conosciuto con il nome di battaglia di Gladiatore poi sostituito da Mentore.

## Membri originari
La squadra originaria comprendeva 16 membri, e la maggior parte di essi corrisponde a uno dei membri della Legione dei Supereroi:
- Astra[2] - Può diventare intangibile, analogamente a Phantom Girl della Legione dei Supereroi, ma anche alla X-Man Shadowcat, a cui fisicamente assomiglia.
- Electron[2] - Uno Shi'ar con l'abilità di generare e controllare elettricità. Corrisponde probabilmente a Lightning Lad o a Cosmic Boy.
- Fang[2] - è una creatura con fattezze animalesche, con forza, agilità e sensi supersviluppati. Il primo Fang fu ucciso da Wolverine in Uncanny X-Men n. 162, ma in seguito altri membri della sua specie hanno preso il suo nome e il suo posto nella Guardia imperiale. Corrisponde a Timber Wolf.
- Folletto (nell'originale Hobgoblin, poi Shifter)[2] - un mutaforma, capace di assumere le sembianze di creature di grande forza e dimensione. È l'analogo di Chameleon Boy.
- Gladiatore (Gladiator)[2] - È il capo del gruppo e il membro più potente. Kallark (questo il suo vero nome) proviene dalla razza degli strontiani, noti per la loro incrollabile fedeltà all'impero Shi'ar. Come tutti i membri della sua razza ha una grande forza fisica e resistenza, capacità di volare, capacità di emettere raggi laser dagli occhi e altre abilità. Ha tuttavia un grande punto debole: i suoi poteri dipendono dalla sicurezza di sé: se dubita della possibilità di vincere uno scontro diventa più debole e può essere facilmente ferito. Al termine del crossover War of Kings, dopo la morte di Vulcan e di Lilandra, Kallark viene acclamato imperatore, e sebbene riluttante, accetta il compito di guidare l'Impero. È l'analogo di Superboy, anche se nell'aspetto fisico (in particolare nell'inconfondibile cresta punk) ricorda OMAC, un altro personaggio creato da Jack Kirby per la DC Comics.
- Magique[2] - (in origine Magic); ha abilità di tipo magico. Muore in seguito a uno scontro con Adam Warlock durante War of Kings. Corrisponde a Projectra.
- Mentore (Mentor)[2] - il tattico del gruppo, possiede un'intelligenza supersviluppata. Dopo l'abbandono di Gladiatore, assume il ruolo di Pretore, cioè di capo della Guardia. Corrisponde a Brainiac 5.
- Neutron[2] - (inizialmente chiamato Quasar) - è un membro della razza stigiana, dotato di grande forza e resistenza. Corrisponde a Star Boy.
- Nightside[2] - (originariamente Nightshade) - ha la capacità di generare tenebre. Corrisponde a Shadow Lass.
- Oracolo (Oracle)[2] - è una donna con poteri psichici, tra cui telepatia e precognizione. È uno dei membri più potenti della Guardia, oltre a uno dei pochi di cui si conosce il vero nome (Sybil). Ha avuto flirt sia con Gladiatore che con Tempest. Corrisponde Saturn Girl.
- Pulsar[2] - (precedentemente Impulse) è un essere costituito da pura energia, e per questa ragione è costretto a indossare una tuta che lo sostenga. Può emettere un raggio di energia concussiva dal suo visore, simile a quella dell'X-Man Ciclope. La sua controparte nella Legione dei Supereroi è Wildfire.
- Scintilla [2] (o Midget)- può ridurre la propria massa corporea. Corrisponde a Shrinking Violet.
- Smasher[2] - oltre alla superforza, è dotato di svariati poteri che può scaricare tramite i suoi speciali occhiali: questi poteri in genere sono visione a raggi X, chiaroveggenza, possibilità di viaggiare a supervelocità in una sorta di iperspazio. Ha avuto una storia d'amore con Plutonia. Recentemente ucciso da Vulcan[3], è stato sostituito diverse volte, ma nessuno dei nuovi Smasher ha vissuto molto a lungo. Corrisponde a Ultra Boy.
- Starbolt[2] - pirocineta, dal corpo perennemente ricoperto di fiamme. La sua controparte è Sun Boy.
- Tempest (in seguito Flashfire)[2] - in grado di generare fulmini, corrisponde a Lightning Lad. Il suo nome fu successivamente cambiato in Flashfire per evitare confusioni con un omonimo personaggio della DC Comics.
- Titano[2] - Ha l'abilità di aumentare la propria massa corporea. È l'analogo di Colossal Boy.

## Aggiunte successive

### Anni 80
- Manta[4]
- Warstar[4]
- Earthquake[4]
- Hussar[4]
- N'rill'iree[5]
- Webwing[6]
- Blackthorn[6]
- Zenith[7]
- Black Light[7]
- White Noise[7]

### Anni 90
- Onslaught[8] (da non confondere con l'omonimo supercriminale)
- Solar Wind[8]
- Moondancer (Myla)[8]
- Voyager (Divad)[8]
- Glom[8]
- Hardball[9]
- Commando (M'Nell)[10]

### Anni 2000
- Delphos[11]
- Forunn[12]
- Mammuth[12]
- Stuff[13]
- Squorm[13]
- Monstra[13]
- Cosmo[13]
- Arc[13]
- G-Type[14]
- Neosaurus[14]
- Plutonia[14]
- Blimp[14]
- Schism[14]
- Fader[14]

### Guardia Imperiale di Vulcan
Durante la storyline X-Men: Kingbreaker, il neo imperatore Shi'ar Vulcan decide di creare la sua personale Guardia con la missione di uccidere i Predoni Stellari. A tal scopo si serve dei prigionieri della prigione subacquea del pianeta Kr'kn. La nuova guardia è composta da:
- Strontiana (leader) - conosciuta solo con il nome della sua razza, è cugina del pretore Kallark (Gladiatore)
- Non-creato - membro di una razza che ha come scopo la distruzione di qualsiasi credo religioso
- Pn'zo - essere umanoide di origine sconosciuta. Ha poteri tecnorganici
- l'Hodinn - il suo corpo emette l'energia di una piccola stella. Mentalmente instabile, vuole solo bruciare ciò che lo circonda
- il Simbionte - alieno di tipo parassita che prende il controllo di un essere vivente consumandone il cervello. Probabilmente appartiene alla stessa razza di Venom

## Altri media

### Televisione
La Guardia Imperiale appare nella serie animata Insuperabili X-Men, formata da Gladiatore, Starbolt, Flashfire, Oracolo, Smasher, Titan, Hobgoblin, Warstar, Earthquake, Hussar, Astra e Manta.

### Cinema
Il 28 maggio, quando, durante un Q&A, tra i commenti di un post su Facebook un appassionato ha chiesto a James_Gunn (regista di Guardiani della Galassia) la possibilità di un'apparizione in Guardiani della Galassia 2 di Kang il Conquistatore e dell'Impero Shi'ar, il cineasta ha dichiarato che nessuno dei due può comparire nel Marvel Cinematic Universe, per ora, perché sono proprietà intellettuali della Fox: la Guardia Imperiale Shi'ar, infatti, esordì nei fumetti degli X-Men, perciò è legata ai diritti di sfruttamento dei mutanti, mentre Kang, nonostante siano anche grande nemico dei Vendicatori, fa parte del pacchetto di diritti dei Fantastici 4, sulle pagine dei quali il personaggio ha debuttato e ai quali è intimamente legato per la storia personale. «Gli Shi’ar e Kang il Conquistatore sono proprietà della Fox. Tutte le decisioni su chi sarà in GotG2 sono state prese tempo fa».

### Videogiochi
- Gladiatore, Neutron, Hussar, Starbolt e Warstar compaiono come nemici in Marvel: La Grande Alleanza: a quanto pare, alcune guardie si rivelarono traditrici e aiutarono Deathbird a spodestare il trono di sua sorella Lilandra (tuttavia, Gladiatore serve solo Deathbird, dato che è leale al sovrano e non a una persona in particolare). Viene detto che un membro della Guardia Imperiale chiamato Guardiano (Guardian) è ancora fedele a Lilandra. Allo stesso tempo, la squadra del giocatore arriva ad ottenere un frammento del Cristallo M'Kraan e a sconfiggere i traditori, i soldati Shi'ar e Deathbird.

### Romanzi
Alcuni membri della Guardia Imperiale sono presenti in Watchers on the Walls di Christopher L. Bennett, quali Smasher, Manta, Flashfire, Astra, Nightside, Magique, Blackthorn, N'rill'iree e una breve comparsa dell'Imperatrice Lilandra.